# Saphobius wakefieldi
Saphobius wakefieldi är en skalbaggsart som beskrevs av Sharp 1877. Saphobius wakefieldi ingår i släktet Saphobius och familjen bladhorningar. Inga underarter finns listade i Catalogue of Life.